# Dłużnik
Dłużnik (łac. debitor) – osoba zobowiązana do spełnienia świadczenia na rzecz innej osoby (wierzyciela) na podstawie łączącego je stosunku zobowiązaniowego.
W postępowaniu egzekucyjnym w administracji odpowiednikiem dłużnika jest zobowiązany.